# 항기생충제
항기생충제(antiparasitics)는 기생충, 아메바, 체외 기생충, 기생성 진균(작은포자균), 원생동물과 같은 생물들에 의한 기생병의 치료에 사용되는 약물 종류이다. 항기생충제는 감염원인 기생충을 파괴하거나 기생충의 성장을 억제하는 방식으로 기생충을 표적으로 삼는다. 일반적으로 각 약물은 특정 분류 내의 제한된 수의 기생충에 대해 효과적이다. 항기생충제는 세균을 표적으로 하는 항생제와 진균을 목적으로 하는 항진균제 등과 함께 항균제의 한 종류이다. 경구, 정맥, 국소 투여할 수 있다.
다수 세균에 효과가 있는 광범위 항생제와 유사한 광범위 항기생충제(broad-spectrum antiparasitics)는 다양한 종류의 기생충에 의해 유발되는 광범위한 기생충 감염을 치료하는 효능이 있는 항기생충제이다.

## 종류

### 광범위
- 니타조사나이드(nitazoxanide)[5][6][7][8]

### 항원충제
- 멜라소프롤(melarsoprol, 트리파노소마 브루세이로 인한 수면병 치료용)
- 에플로리니틴(eflornithine, 수면병 치료용)
- 메트로니다졸(metronidazole, 트리코모나스로 인한 질염 치료용)
- 티니다졸(tinidazole, 람블편모충으로 인한 장 감염 치료용)
- 밀테포신(miltefosine, 내장 및 피부 리슈만편모충증 치료용, 현재 샤가스병에 대한 효능 조사 중)

### 구충제

#### 항선충제

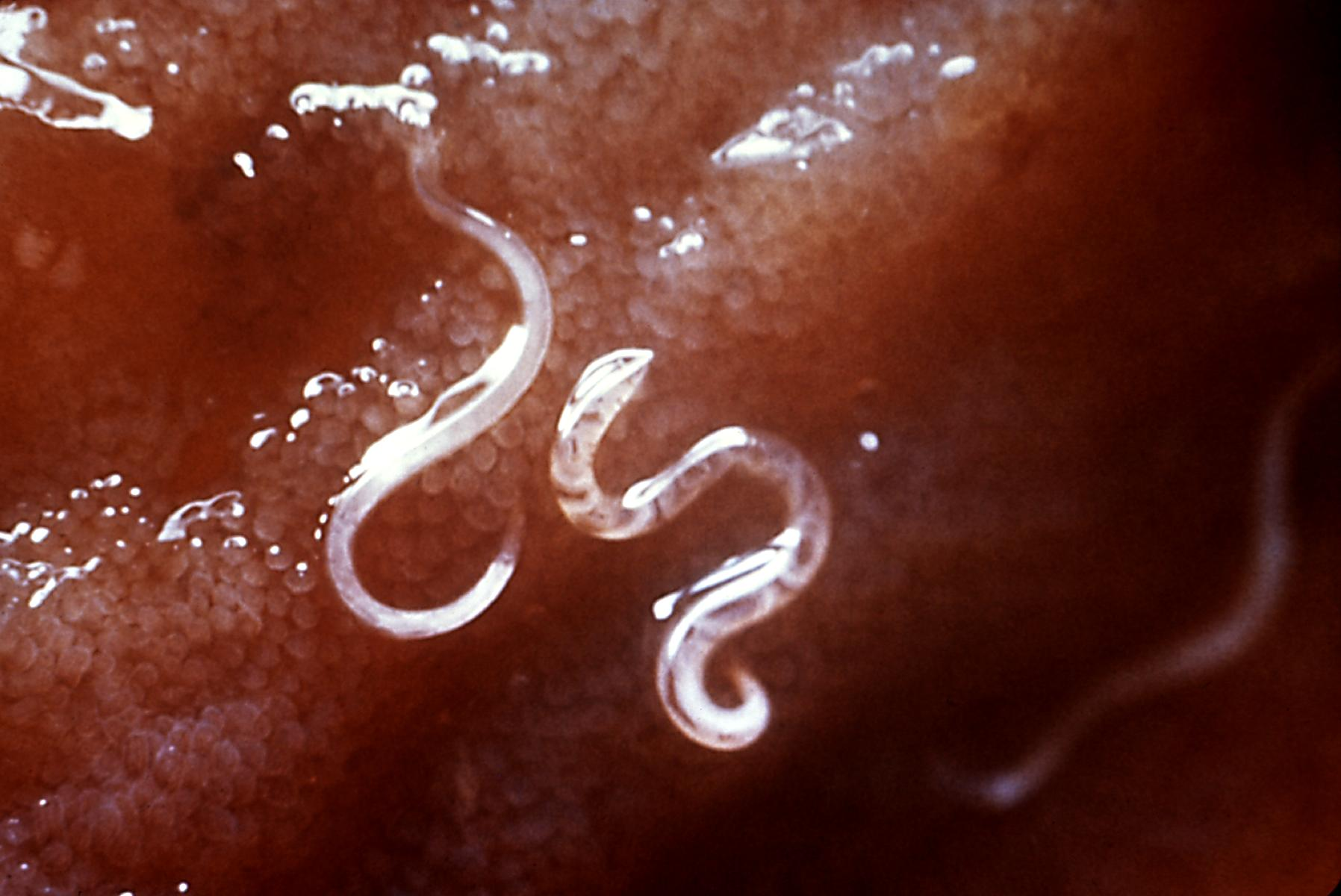
장 점막에 부착된 구충의 일종인 Ancylostoma canium.

- 메벤다졸 (mebendazole, 대부분의 선충 감염용)
- 피란텔 (pyrantel, 대부분의 선충 감염용)
- 티아벤다졸 (thiabendazole, 회충 감염용)
- 디에틸카바마진 (diethylcarbamazine, 림프사상충 치료용)
- 이버멕틴 (ivermectin, 강변 실명증 예방용)

#### 항조충제
- 니클로사마이드 (niclosamide, 조충류 감염용)
- 프라지콴텔 (praziquantel, 조충류 감염용)
- 알벤다졸 (albendazole, 광범위)

#### 항흡충제
- 프라지콴텔

### 항아메바제
- 리팜핀 (rifampin)
- 암포테리신 B (amphotericin B)

### 항진균제
- 푸마길린(fumagillin, 작은포자충증 치료용)[3]

## 의학적 사용
항기생충제는 약 20억 명의 사람들에게 영향을 미치는 기생충 질환을 치료한다.

### 투여
항기생충제는 약물 종류에 따라 경구, 국소, 정맥 주사 등 다양한 경로를 통해 투여할 수 있다.
항기생충제에 대한 약제 내성은 특히 수의학 분야에서 점점 더 걱정거리로 떠오르고 있다. 계란 부화 분석(egg hatch assay)은 감염을 유발하는 기생충이 표준 약물 치료에 내성을 갖게 되었는지 여부를 결정하는 데 사용할 수 있다.

## 약물 개발의 역사
초기 항기생충제는 제대로 된 효과가 없었고 환자에게 독성이 자주 나타났으며 숙주와 기생충을 구별하기 어려워 투여가 어려웠다.
1975년에서 1999년 사이에 개발된 1,300개의 신약 중 단 13개만이 항기생충제였다. 기생충병은 저소득 국가에 특히 많이 발생하므로, 기생충에 대한 새로운 치료법의 개발을 추진할 인센티브가 충분하지 않다는 우려가 생겨났다. 이는 빌 & 멀린다 게이츠 재단의 투자를 포함하여 새로운 공공 부문 및 민관협력사업(public-private partnership, PPP)으로 이어졌다. 2000년에서 2005년 사이에 20개의 새로운 구충제가 개발되었거나 개발 중이었다. 금속 함유 화합물은 항기생충제 개발에 대한 또 다른 접근 방식 중 하나이다.